# Statenverkiezingen Sint Maarten augustus 2024
Op 19 augustus 2024 vonden in Sint Maarten verkiezingen plaats voor de Staten van Sint Maarten.

## Stemmen en zetelverdeling naar partij
| Partij | Partij                                       | januari 2024 | januari 2024 | januari 2024 | augustus 2024 | augustus 2024 | augustus 2024 | verschil | verschil |
| Partij | Partij                                       | # stemmen    | %            | zetels       | # stemmen     | %             | zetels        | zetels   |          |
| ------ | -------------------------------------------- | ------------ | ------------ | ------------ | ------------- | ------------- | ------------- | -------- | -------- |
|        | National Alliance (NA)                       | 3.455        | 23,92        | 4            | 2.264         | 16,53         | 3             | -1       |          |
|        | Unified Resilient St Maarten Movement (URSM) | 2.028        | 14,04        | 2            | 2.230         | 16,28         | 3             | +1       |          |
|        | Democratische Partij Sint Maarten (DP)       | 1.970        | 13,64        | 2            | 2.069         | 15,11         | 3             | +1       |          |
|        | United People's Party (UP)                   | 2.814        | 19,48        | 3            | 2.038         | 14,88         | 2             | -1       |          |
|        | Party for Progress (PFP)                     | 1.717        | 11,89        | 2            | 1.942         | 14,18         | 2             | 0        |          |
|        | Soualiga Action Movement (SAM)               | -            | -            | -            | 1.249         | 9,12          | 1             | +1       |          |
|        | Nation Opportunity Wealth                    | 1.481        | 10,25        | 2            | 1.245         | 9,09          | 1             | -1       |          |

2010 · 2014 · 2016 · 2018 · 2020 · januari 2024 · augustus 2024